# Acanthastrea echinata
Espèce
Statut CITES
Acanthastrea echinata est une espèce de coraux appartenant à la famille des Lobophylliidae ou à la famille Mussidae.